# 易元秋
易元秋（1934年—），男，湖南衡山人，中华人民共和国军事人物，中国人民解放军少将，曾任山东省军区司令员，第八届全国人大代表。